# Ecphylus medianus
Ecphylus medianus är en stekelart som beskrevs av Belokobylskij, Iqbal och Austin 2004. Ecphylus medianus ingår i släktet Ecphylus och familjen bracksteklar. Inga underarter finns listade i Catalogue of Life.